# فهرست ملکه‌های فرانسه

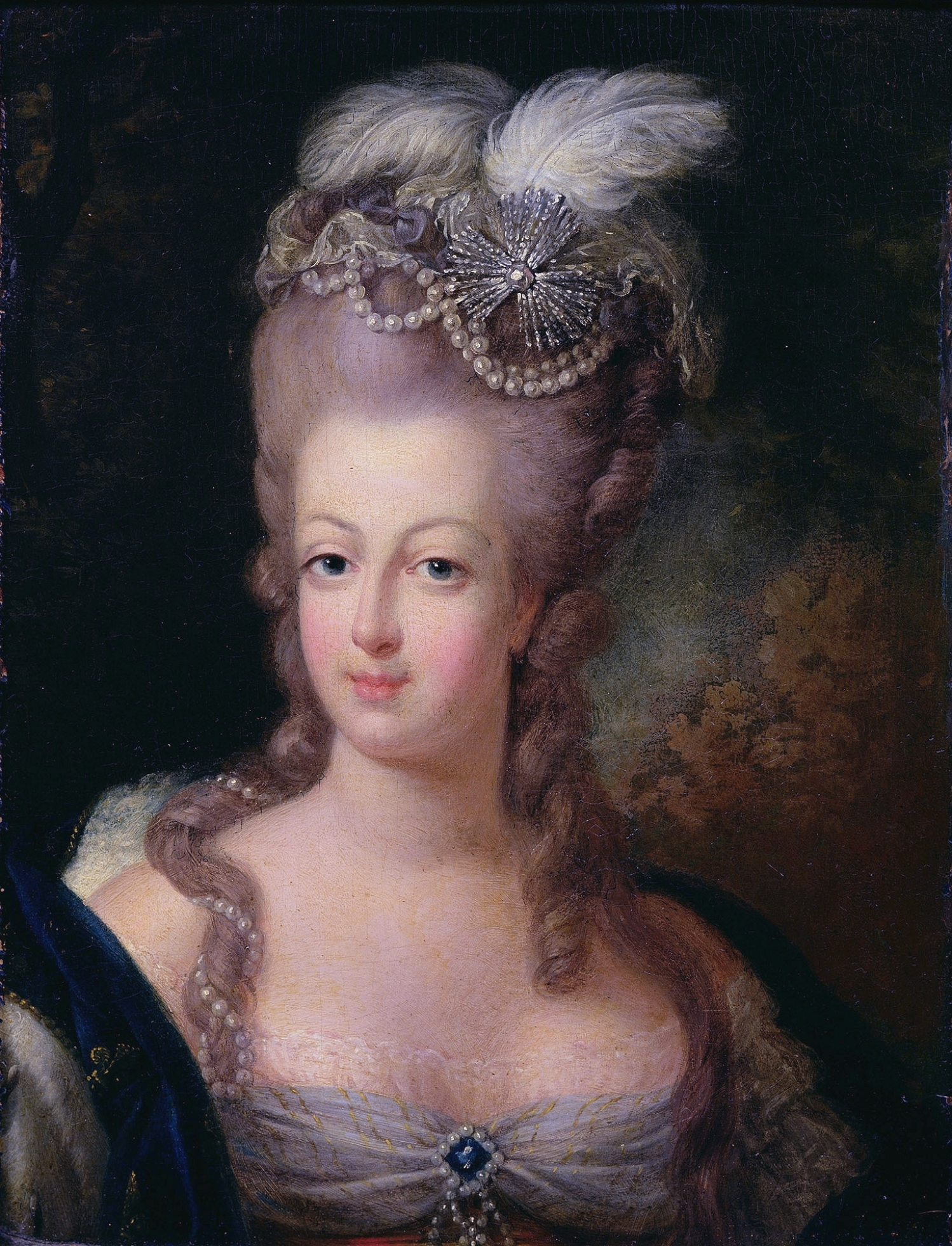
ملکه ماری آنتوانت، همسر پادشاه فرانسه لوئی شانزدهم، که در جریان انقلاب فرانسه که با گیوتین گردن زده شد.

فهرست ملکه‌های فرانسه شامل افرادی است که به عنوان ملکه یا امپراتریس یا همسر پادشاهان فرانسه از پیمان وردون در سال ۸۴۳، که منجر به ایجاد فرانک باختری شد، تا سال ۱۸۷۰، زمانی که جمهوری سوم اعلام شد، در این جایگاه قرار داشته‌اند. برخی از این افراد مانند مارگارت بورگوندی (همسر لوئی دهم) و بلانش بورگوندی (همسر شارل چهارم) در تمام مدت ملکه بودن خود در زندان بودند.

## دودمان کارولنژی
| تصویر | نام              | پدر                    | تولد         | ازدواج      | ملکه شدن      | تاج گذاری | دیگر ملکه نیست | مرگ           | همسر       | نشان |
| ----- | ---------------- | ---------------------- | ------------ | ----------- | ------------- | --------- | -------------- | ------------- | ---------- | ---- |
|       | ارمنترود اورلئان | اودو، کنت اورلئان      | ۸۲۳          | ۸۴۲         | ۸۴۲           |           | ۸۶۹            | ۸۶۹           | شارل دوم   |      |
|       | ریچیلد پروونس    | بیوین گورز             | حدود ۸۴۵     | ۸۷۰         | ۸۷۰           |           | ۵/۶ اکتبر ۸۷۷  | ۲ ژوئن ۹۱۰    | شارل دوم   |      |
|       | آدلاید پاریس     | آدالارد پاریس          | حدود ۸۵۰–۸۵۳ | فوریه ۸۷۵   | ۵/۶ اکتبر ۸۷۷ |           | ۱۰ آوریل ۸۷۹   | ۱۰ نوامبر ۹۰۱ | لوئی دوم   |      |
|       | تئودرات تروا     |                        | ۸۶۸          | قبل از ۸۸۵  | فوریه ۸۸۸     |           | ۱ ژانویه ۸۹۸   | ۹۰۳           | اودو       |      |
|       | فردورنا          |                        | ۸۸۷          | ۹۰۷         | ۹۰۷           |           | ۹۱۷            | ۹۱۷           | شارل سوم   |      |
|       | ادگیفو از وسکس   | ادوارد مهتر            | ۹۰۲          | ۷ اکتبر ۹۱۹ | ۷ اکتبر ۹۱۹   |           | ۹۲۲            | بعد از ۹۵۵    | شارل سوم   |      |
|       | بئاتریس ورماندوا | هربر یکم، کنت ورماندوا | حدود ۸۸۰     | ۸۹۵         | ۹۲۲           |           | ۹۲۳            | بعد از ۹۳۱    | روبر یکم   |      |
|       | اما، ملکه فرانسه | روبر یکم               | ۸۹۴          | ۹۲۱         | ۱۳ ژوئیه ۹۲۳  |           | ۹۳۴            | ۹۳۴           | رودولف     |      |
|       | گربرگا ساکسونی   | هاینریش مرغ‌گیر         | حدود ۹۱۳     | ۹۳۹         | ۹۳۹           |           | ۱۰ سپتامبر ۹۵۴ | ۵ مه ۹۸۴      | لوئی چهارم |      |
|       | امای ایتالیا     | لوتار دوم ایتالیا      | حدود ۹۴۸     | ۹۶۵         | ۹۶۵           |           | ۲۶ مارس ۹۸۶    | ?             | لوتار      |      |

## دودمان کاپتی

### شاخه اصلی کاپتی‌ها
| تصویر | نام                     | پدر                                 | تولد           | ازدواج          | ملکه شدن           | تاج گذاری          | دیگر ملکه نیست          | مرگ            | همسر        | نشان  |
| ----- | ----------------------- | ----------------------------------- | -------------- | --------------- | ------------------ | ------------------ | ----------------------- | -------------- | ----------- | ----- |
|       | آدلاید آکیتن            | ویلیام سوم، دوک آکیتن               | حدود ۹۴۵       | ۹۷۰             | ۳ ژوئیه ۹۸۷        |                    | ۲۴ اکتبر ۹۹۶            | ۱۰۰۴           | هوگو کاپه   |       |
|       | روزالی ایتالیا          | برنگار دوم ایتالیا                  | حدود ۹۳۷       | ۹۸۸/۹۸۹         | ۹۹۶                |                    | ۹۹۶                     | ۷ فوریه ۱۰۰۳   | روبر دوم    |       |
|       | برتا بورگوندی           | کنراد یکم بورگوندی                  | حدود ۹۵۲       | ۹۹۶             | ۹۹۶                |                    | ۱۰۰۰                    | ۱۰۳۵؟          | روبر دوم    |       |
|       | کنستانس پروونس          | ویلیام یکم، کنت پروونس              | ۹۸۶            | ۱۰۰۳            | ۱۰۰۳               |                    | ۲۰ ژوئیه ۱۰۳۱           | ۲۵ ژوئیه ۱۰۳۴  | روبر دوم    |       |
|       | ماتیلدا فریسی           | لئودوف یکم، مارگراف فریسی           | حدود ۱۰۲۴      | ۱۰۳۴            | ۱۰۳۴               |                    | ۱۰۴۴                    | ۱۰۴۴           | هانری یکم   |       |
|       | آنا یاروسلاونا          | یاروسلاو یکم، شاهزاده بزرگ کیف      | حدود ۱۰۲۴      | ۱۹ مه ۱۰۵۱      | ۱۹ مه ۱۰۵۱         |                    | ۴ اوت ۱۰۶۰              | ۱۰۷۵           | هانری یکم   |       |
|       | برتا هلندی              | فلوریس یکم، کنت هلند                | حدود ۱۰۵۵      | ۱۰۷۲            | ۱۰۷۲               |                    | ۱۰۹۲                    | ۱۰۹۴           | فیلیپ یکم   |       |
|       | برتراد د مونتفورت       | سیمون یکم مونتفورت                  | حدود ۱۰۷۰      | ۱۵ مه ۱۰۹۲      | ۱۵ مه ۱۰۹۲         |                    | ۲۹ ژوئیه ۱۱۰۸           | ۱۱۱۷           | فیلیپ یکم   |       |
|       | آدلاید مورین            | هانبرت دوم، کنت ساوی                | ۱۰۹۲           | ۳ اوت ۱۱۱۵      | ۳ اوت ۱۱۱۵         |                    | ۱ اوت ۱۱۳۷              | ۱۸ نوامبر ۱۱۵۴ | لوئی ششم    |       |
|       | الینور، دوشس آکیتن      | ویلیام دهم، دوک آکیتن               | ۱۱۲۲           | ۲۲ ژوئیه ۱۱۳۷   | ۱۱۳۷               | ۲۵ دسامبر ۱۱۳۷     | ۲۱ مارس ۱۱۵۲ لغو ازدواج | ۱ آوریل ۱۲۰۴   | لوئی هفتم   |       |
|       | کنستانس کاستیا          | آلفونسوی هفتم، پادشاه کاستیا و لئون | ۱۱۴۱           | ۱۱۵۴            | ۱۱۵۴               | ۱۱۵۴               | ۱۱۶۰                    | ۱۱۶۰           | لوئی هفتم   |       |
|       | آدله شامپاین            | تئوبالد دوم، کنت شامپاین            | حدود ۱۱۴۰      | ۱۱۶۴            | ۱۱۶۴               | ؟                  | ۱۸ سپتامبر ۱۱۸۰         | ۴ ژوئن ۱۲۰۶    | لوئی هفتم   |       |
|       | ایزابلای هاینو          | بالدوین پنجم، کنت هاینو             | ۵ آوریل ۱۱۷۰   | ۱۱۸۰            | ۱۱۸۰               | ۲۹ مه ۱۱۸۰         | ۱۱۹۰                    | ۱۱۹۰           | فیلیپ دوم   |       |
|       | اینگبورگ دانمارک        | والدمار یکم، پادشاه دانمارک         | ۱۱۷۵           | ۱۵ اوت ۱۱۹۳     | ۱۵ اوت ۱۱۹۳        | ۲۵ اوت ۱۱۹۳        | ۵ نوامبر ۱۱۹۳ جدا از هم | ۲۹ ژوئیه ۱۲۳۶  | فیلیپ دوم   |       |
|       | آگنس مرانیا             | برتولد چهارم، دوک مرانیا            | حدود ۱۱۷۵      | ژوئن ۱۱۹۶       | ژوئن ۱۱۹۶          | ؟                  | ۱۲۰۰ رد کرد             | ۲۰ ژوئیه ۱۲۰۱  | فیلیپ دوم   |       |
|       | اینگبورگ دانمارک        | والدمار یکم، پادشاه دانمارک         | ۱۱۷۵           | ۱۵ اوت ۱۱۹۳     | ۱۲۰۰ ازدواج دوباره |                    | ۱۴ ژوئیه ۱۲۲۳ فوت همسر  | ۲۹ ژوئیه ۱۲۳۶  | فیلیپ دوم   |       |
|       | بلانش کاستیا            | آلفونسوی هشتم، پادشاه کاستیا        | ۴ مارس ۱۱۸۸    | ۲۲ مه ۱۲۰۰      | ۱۴ ژوئیه ۱۲۲۳      | ۶ اوت ۱۲۲۳         | ۸ نوامبر ۱۲۲۶           | ۲۶ نوامبر ۱۲۵۲ | لوئی هشتم   |       |
|       | مارگارت پرووانسی        | رامون برنگور چهارم، کنت پرووانس     | حدود ۱۲۲۱      | ۲۷ مه ۱۲۳۴      | ۲۷ مه ۱۲۳۴         | ؟                  | ۲۵ اوت ۱۲۷۰             | ۲۱ دسامبر ۱۲۹۵ | لوئی نهم    |       |
|       | ایزابلای آراگون         | خایمه یکم، پادشاه آراگون            | ۱۲۴۷           | ۲۸ مه ۱۲۶۲      | ۲۵ اوت ۱۲۷۰        | تاج گذاری نشده است | ۲۸ ژانویه ۱۲۷۱          | ۲۸ ژانویه ۱۲۷۱ | فیلیپ سوم   |       |
|       | ماری برابانت            | هانری دوم، دوک برابانت              | ۱۲۵۴           | ۲۱ اوت ۱۲۷۴     | ۲۱ اوت ۱۲۷۴        | ۲۴ ژوئن ۱۲۷۵       | ۵ اکتبر ۱۲۸۵            | ۱۰ ژانویه ۱۳۲۲ | فیلیپ سوم   |       |
|       | خوآنای ناوار            | هانری یکم، پادشاه ناوار             | ۱۴ ژانویه ۱۲۷۳ | ۱۶ اوت ۱۲۸۴     | ۵ اکتبر ۱۲۸۵       | ۵ ژانویه ۱۲۸۶      | ۴ آوریل ۱۳۰۵            | ۴ آوریل ۱۳۰۵   | فیلیپ چهارم |       |
|       | مارگارت بورگوندی        | روبر دوم، دوک بورگوندی              | ۱۲۹۰           | ۲۳ سپتامبر ۱۳۰۵ | ۲۹ نوامبر ۱۳۱۴     | بدون تاج           | ۱۵ اوت ۱۳۱۵             | ۱۵ اوت ۱۳۱۵    | لوئی دهم    | [ ۲ ] |
|       | کلمنتیا مجاری           | شارل مارتل آنژو                     | ۱۲۹۳           | ۱۹ اوت ۱۳۱۵     | ۱۹ اوت ۱۳۱۵        | ۲۴ اوت ۱۳۱۵        | ۵ ژوئن ۱۳۱۶             | ۱۲ اکتبر ۱۳۲۸  | لوئی دهم    |       |
|       | ژوآن دوم، کنتس بورگوندی | اتو چهارم، کنت بورگوندی             | ۱۲۹۱           | ۱۳۰۷            | ۲۰ نوامبر ۱۳۱۶     | ۹ ژانویه ۱۳۱۷      | ۳ ژانویه ۱۳۲۲           | ۲۱ ژانویه ۱۳۳۰ | فیلیپ پنجم  |       |
|       | بلانش بورگوندی          | اتو چهارم، کنت بورگوندی             | حدود ۱۲۹۶      | ۱۳۰۸            | ۳ ژانویه ۱۳۲۲      | بدون تاج           | ۱۹ مه ۱۳۲۲              | آوریل ۱۳۲۶     | شارل چهارم  | [ ۳ ] |
|       | ماری لوکزامبورگ         | هاینریش هفتم، امپراتور مقدس روم     | ۱۳۰۴           | ۲۱ سپتامبر ۱۳۲۲ | ۲۱ سپتامبر ۱۳۲۲    | ۱۵ مه ۱۳۲۳         | ۲۶ مارس ۱۳۲۴            | ۲۶ مارس ۱۳۲۴   | شارل چهارم  |       |
|       | ژوآن اورو               | لوئی، کنت اورو                      | ۱۳۱۰           | ۵ ژوئیه ۱۳۲۵    | ۵ ژوئیه ۱۳۲۵       | ۱۱ مه ۱۳۲۶         | ۱ فوریه ۱۳۲۸ مرگ همسر   | ۴ مارس ۱۳۷۱    | شارل چهارم  |       |

### دودمان والوآ
| تصویر | نام               | پدر                       | تولد         | ازدواج         | ملکه شدن       | تاج گذاری       | دیگر ملکه نیست         | مرگ             | همسر      | نشان |
| ----- | ----------------- | ------------------------- | ------------ | -------------- | -------------- | --------------- | ---------------------- | --------------- | --------- | ---- |
|       | ژوآن بورگوندی     | روبر دوم، دوک بورگوندی    | ۲۴ ژوئن ۱۲۹۳ | ژوئیه ۱۳۱۳     | ۱ آوریل ۱۳۲۸   | ۲۹ مه ۱۳۲۸      | ۱۲ سپتامبر ۱۳۴۸        | ۱۲ سپتامبر ۱۳۴۸ | فیلیپ ششم |      |
|       | بلانش ناوار       | فیلیپ سوم، پادشاه ناوار   | ۱۳۳۰–۱۳۳۳    | ۲۹ ژانویه ۱۳۵۰ | ۲۹ ژانویه ۱۳۵۰ | تاجگذاری نکرد   | ۲۲ اوت ۱۳۵۰ - مرگ همسر | ۵ اکتبر ۱۳۹۸    | فیلیپ ششم |      |
|       | ژوآن یکم          | ویلیام دوازدهم، کنت اوورن | ۸ مه ۱۳۲۶    | ۱۳ فوریه ۱۳۴۹  | ۲۲ اوت ۱۳۵۰    | ۲۶ سپتامبر ۱۳۵۰ | ۲۹ سپتامبر ۱۳۶۰        | ۲۹ سپتامبر ۱۳۶۰ | ژان دوم   |      |
|       | ژوانا بوربون      | پیتر یکم، دوک بوربون      | ۳ فوریه ۱۳۳۸ | آوریل ۱۳۵۰     | ۸ آوریل ۱۳۶۴   | ۱۹ مه ۱۳۶۴      | ۶ فوریه ۱۳۷۸           | ۶ فوریه ۱۳۷۸    | شارل پنجم |      |
|       | الیزابت فون بایرن | اشتفان سوم، دوک بایرن     | حدود ۱۳۷۰    | ۱۷ ژوئن ۱۳۸۷   | ۱۷ ژوئن ۱۳۸۷   | ۲۳ اوت ۱۳۸۹     | ۲۱ اکتبر ۱۴۲۲ مرگ همسر | ۲۴ سپتامبر ۱۴۳۵ | شارل ششم  |      |

## دودمان لنکستر
برخی منابع از مارگارت آنژو به عنوان ملکه فرانسه یاد می‌کنند، اما حق او برای برخورداری از این عنوان مورد مناقشه است. او برای مدت کوتاهی تنها در مناطق تحت کنترل انگلیسی فرانسه شناخته شد. (همچنین ببینید: سلطنت دوگانه انگلستان و فرانسه)
| تصویر | نام          | پدر      | تولد         | ازدواج        | ملکه شدن      | تاج گذاری                              | دیگر ملکه نیست                             | مرگ         | همسر                      | نشان |
| ----- | ------------ | -------- | ------------ | ------------- | ------------- | -------------------------------------- | ------------------------------------------ | ----------- | ------------------------- | ---- |
|       | مارگارت آنژو | رنه ناپل | ۲۳ مارس ۱۴۳۰ | ۲۳ آوریل ۱۴۴۵ | ۲۳ آوریل ۱۴۴۵ | به عنوان ملکه فرانسه تاجگذاری نشده است | ۱۹ اکتبر ۱۴۵۳ شکست انگلیسی‌ها در جنگ صدساله | ۲۵ اوت ۱۴۸۲ | هنری ششم، پادشاه انگلستان |      |

## دودمان کاپتی

### خاندان والوآ
| تصویر | نام          | پدر                     | تولد           | ازدواج         | ملکه شدن       | تاج گذاری    | دیگر ملکه نیست         | مرگ           | همسر        | نشان |
| ----- | ------------ | ----------------------- | -------------- | -------------- | -------------- | ------------ | ---------------------- | ------------- | ----------- | ---- |
|       | ماری آنژو    | لوئی دوم ناپل           | ۱۴ اکتبر ۱۴۰۴  | ۱۸ دسامبر ۱۴۲۲ | ۱۸ دسامبر ۱۴۲۲ | ؟            | ۲۲ ژوئیه ۱۴۶۱ مرگ شوهر | ۱۴۶۳          | شارل هفتم   |      |
|       | شارلوت ساووی | لوئی، دوک ساوی          | ۱۴۴۳           | ۱۴ فوریه ۱۴۵۱  | ۲۲ ژوئیه ۱۴۶۱  | ؟            | ۳۰ اوت ۱۴۸۳ مرگ شوهر   | ۱ دسامبر ۱۴۸۳ | لوئی یازدهم |      |
|       | آن برتانی    | فرانسیس دوم، دوک برتانی | ۲۵ ژانویه ۱۴۷۷ | ۶ دسامبر ۱۴۹۱  | ۶ دسامبر ۱۴۹۱  | ۸ فوریه ۱۴۹۲ | ۷ آوریل ۱۴۹۸ مرگ شوهر  | ۹ ژانویه ۱۵۱۴ | شارل هشتم   |      |

### خاندان والوآ-اورلئان
| تصویر | نام        | پدر                       | تولد           | ازدواج                                  | ملکه شدن                                | تاج گذاری          | دیگر ملکه نیست         | مرگ           | همسر         | نشان |
| ----- | ---------- | ------------------------- | -------------- | --------------------------------------- | --------------------------------------- | ------------------ | ---------------------- | ------------- | ------------ | ---- |
|       | ژوآن والوآ | لوئی یازدهم پادشاه فرانسه | ۲۳ آوریل ۱۴۶۴  | ۸ سپتامبر ۱۴۷۶                          | ۷ آوریل ۱۴۹۸ عروج شوهر                  | تاج گذاری نشده است | ۱۷ دسامبر ۱۴۹۸ لغو     | ۴ فوریه ۱۵۰۵  | لوئی دوازدهم |      |
|       | آن بریتانی | فرانسیس دوم، دوک بریتانی  | ۲۵ ژانویه ۱۴۷۷ | ۸ ژانویه ۱۴۹۹                           | ۸ ژانویه ۱۴۹۹                           | ۱۸ نوامبر ۱۵۰۴     | ۹ ژانویه ۱۵۱۴          | ۹ ژانویه ۱۵۱۴ | لوئی دوازدهم |      |
|       | ماری تودور | هنری هفتم پادشاه انگلستان | ۱۸ مارس ۱۴۹۶   | ۱۳ اوت ۱۵۱۴ (توسط نماینده) ۹ اکتبر ۱۵۱۴ | ۱۳ اوت ۱۵۱۴ (توسط نماینده) ۹ اکتبر ۱۵۱۴ | ۵ نوامبر ۱۵۱۴      | ۱ ژانویه ۱۵۱۵ مرگ شوهر | ۲۵ ژوئن ۱۵۳۳  | لوئی دوازدهم |      |

### خاندان والوآ-آنگولم
| تصویر | نام                 | پدر                                | تولد           | ازدواج         | ملکه شدن                | تاج گذاری                               | دیگر ملکه نیست         | مرگ            | همسر         | نشان |
| ----- | ------------------- | ---------------------------------- | -------------- | -------------- | ----------------------- | --------------------------------------- | ---------------------- | -------------- | ------------ | ---- |
|       | کلود فرانسه         | لوئی دوازدهم پادشاه فرانسه         | ۱۴ اکتبر ۱۴۹۹  | ۱۸ مه ۱۵۱۴     | ۱ ژانویه ۱۵۱۵ عروج شوهر | ۱۰ مه ۱۵۱۷                              | ۲۰ ژوئیه ۱۵۲۴          | ۲۰ ژوئیه ۱۵۲۴  | فرانسوای یکم |      |
|       | الینور اتریش        | فیلیپ یکم کاستیا                   | ۱۵ نوامبر ۱۴۹۸ | ۴ ژوئیه ۱۵۳۰   | ۴ ژوئیه ۱۵۳۰            | ۵ مارس ۱۵۳۲                             | ۳۱ مارس ۱۵۴۷ مرگ شوهر  | ۲۵ فوریه ۱۵۵۸  | فرانسوای یکم |      |
|       | کاترین مدیچی        | لورنزو دوم مدیچی، دوک اوربینو      | ۱۳ آوریل ۱۵۱۹  | ۲۸ اکتبر ۱۵۳۳  | ۳۱ مارس ۱۵۴۷ عروج شوهر  | ۱۰ ژوئن ۱۵۴۹                            | ۱۰ ژوئیه ۱۵۵۹ مرگ شوهر | ۵ ژانویه ۱۵۸۹  | هانری دوم    |      |
|       | ماری، ملکه اسکاتلند | جیمز پنجم، پادشاه اسکاتلند         | ۸ دسامبر ۱۵۴۲  | ۲۴ آوریل ۱۵۵۸  | ۱۰ ژوئیه ۱۵۵۹ عروج شوهر | به عنوان ملکه فرانسه تاج گذاری نشده است | ۵ دسامبر ۱۵۶۰ مرگ شوهر | ۸ فوریه ۱۵۸۷   | فرانسوای دوم |      |
|       | الیزابت اتریش       | ماکسیمیلیان دوم، امپراتور مقدس روم | ۵ ژوئن ۱۵۵۴    | ۲۶ نوامبر ۱۵۷۰ | ۲۶ نوامبر ۱۵۷۰          | ۲۵ مارس ۱۵۷۱                            | ۳۰ مه ۱۵۷۴ مرگ شوهر    | ۲۲ ژانویه ۱۵۹۲ | شارل نهم     |      |
|       | لوئیز لورن          | نیکلاس، دوک مرکور                  | ۳۰ آوریل ۱۵۵۳  | ۱۴ فوریه ۱۵۷۵  | ۱۴ فوریه ۱۵۷۵           | تاج گذاری نشده است                      | ۲ اوت ۱۵۸۹ مرگ شوهر    | ۲۹ ژانویه ۱۶۰۱ | هانری سوم    |      |

### خاندان بوربون
| تصویر | نام                 | پدر                                  | تولد            | ازدواج                                      | ملکه شدن                                    | تاج گذاری          | دیگر ملکه نیست                | مرگ                    | همسر         | نشان |
| ----- | ------------------- | ------------------------------------ | --------------- | ------------------------------------------- | ------------------------------------------- | ------------------ | ----------------------------- | ---------------------- | ------------ | ---- |
|       | مارگارت والوآ       | هانری دوم پادشاه فرانسه              | ۱۴ مه ۱۵۵۳      | ۱۸ اوت ۱۵۷۲                                 | ۲ اوت ۱۵۸۹ الحاق شوهر                       | تاج گذاری نشده است | ۱۷ دسامبر ۱۵۹۹ ازدواج باطل شد | ۲۷ مارس ۱۶۱۵           | هانری چهارم  |      |
|       | ماری مدیچی          | فرانچسکو اول مدیچی، دوک بزرگ توسکانی | ۲۶ آوریل ۱۵۷۵   | ۱۷ دسامبر ۱۶۰۰                              | ۱۷ دسامبر ۱۶۰۰                              | ۱۳ مه ۱۶۱۰         | ۱۴ مه ۱۶۱۰ مرگ شوهر           | ۳ ژوئیه ۱۶۴۲           | هانری چهارم  |      |
|       | آن اتریش            | فلیپه سوم پادشاه اسپانیا             | ۲۲ سپتامبر ۱۶۰۱ | ۱۸ اکتبر ۱۶۱۵ (توسط نماینده) ۲۴ نوامبر ۱۶۱۵ | ۱۸ اکتبر ۱۶۱۵ (توسط نماینده) ۲۴ نوامبر ۱۶۱۵ | تاج گذاری نشده است | ۱۴ مه ۱۶۴۳ مرگ شوهر           | ۲۰ ژانویه ۱۶۶۶         | لوئی سیزدهم  |      |
|       | ماریا ترزای اسپانیا | فلیپه چهارم پادشاه اسپانیا           | ۱۰ سپتامبر ۱۶۳۸ | ۳ ژوئن ۱۶۶۰ (توسط نماینده) ۹ ژوئن ۱۶۶۰      | ۳ ژوئن ۱۶۶۰ (توسط نماینده) ۹ ژوئن ۱۶۶۰      | تاج گذاری نشده است | ۳۰ ژوئیه ۱۶۸۳                 | ۳۰ ژوئیه ۱۶۸۳          | لوئی چهاردهم |      |
|       | ماریا لیزینسکی      | استانیسلاو لیزینسکی                  | ۲۳ ژوئن ۱۷۰۳    | ۴ سپتامبر ۱۷۲۵                              | ۴ سپتامبر ۱۷۲۵                              | تاج گذاری نشده است | ۲۴ ژوئن ۱۷۶۸                  | ۲۴ ژوئن ۱۷۶۸           | لوئی پانزدهم |      |
|       | ماری آنتوانت        | فرانتس یکم، امپراتور مقدس روم        | ۲ نوامبر ۱۷۵۵   | ۱۹ آوریل ۱۷۷۰ (توسط نماینده) ۱۶ مه ۱۷۷۰     | ۱۰ مه ۱۷۷۴ عروج شوهر                        | تاج گذاری نشده است | ۲۱ سپتامبر ۱۷۹۲ اعدام شوهر    | ۱۶ اکتبر ۱۷۹۳ اجرا شده | لوئی شانزدهم |      |

فرانسواز دوبینه، مارکیز د مانتونون که مخفیانه با لوئی چهاردهم در سال ۱۶۸۳ ازدواج کرد، هرگز به عنوان همسر او به رسمیت شناخته نشد.

## سلسله بناپارت
| تصویر | نام            | پدر                            | تولد           | ازدواج                                   | ملکه شدن                                 | تاج گذاری          | دیگر ملکه نیست              | مرگ            | همسر        | نشان |
| ----- | -------------- | ------------------------------ | -------------- | ---------------------------------------- | ---------------------------------------- | ------------------ | --------------------------- | -------------- | ----------- | ---- |
|       | ژوزفین بوهارنه | ژوزف-گاسپارد د تاشر د لا پاژری | ۲۳ ژوئن ۱۷۶۳   | ۹ مارس ۱۷۹۶                              | ۱۸ مه ۱۸۰۴ عروج شوهر                     | ۲ دسامبر ۱۸۰۴      | ۱۰ ژانویه ۱۸۱۰ طلاق         | ۲۹ مه ۱۸۱۴     | ناپلئون یکم |      |
|       | ماری لوئیز     | فرانتس دوم، امپراتور مقدس روم  | ۱۲ دسامبر ۱۷۹۱ | ۱۱ مارس ۱۸۱۰ (توسط نماینده) ۱ آوریل ۱۸۱۰ | ۱۱ مارس ۱۸۱۰ (توسط نماینده) ۱ آوریل ۱۸۱۰ | تاج گذاری نشده است | ۶ آوریل ۱۸۱۴ کناره‌گیری شوهر | ۱۷ دسامبر ۱۸۴۷ | ناپلئون یکم |      |

## دودمان کاپتی

### خاندان بوربون
| تصویر | نام             | پدر          | تولد           | ازدواج       | ملکه شدن                   | تاج گذاری          | دیگر ملکه نیست            | مرگ           | همسر        | نشان |
| ----- | --------------- | ------------ | -------------- | ------------ | -------------------------- | ------------------ | ------------------------- | ------------- | ----------- | ---- |
|       | ماری ترز شارلوت | لوئی شانزدهم | ۱۹ دسامبر ۱۷۷۸ | ۱۰ ژوئن ۱۷۹۹ | ۲ اوت ۱۸۳۰ به مدت ۲۰ دقیقه | تاج گذاری نشده است | ۲ اوت ۱۸۳۰ کناره‌گیری شوهر | ۱۹ اکتبر ۱۸۵۱ | لوئی نوزدهم |      |

### خاندان اورلئان
| تصویر | نام                          | پدر                      | تولد          | ازدواج         | ملکه شدن             | تاج گذاری          | دیگر ملکه نیست               | مرگ          | همسر       | نشان |
| ----- | ---------------------------- | ------------------------ | ------------- | -------------- | -------------------- | ------------------ | ---------------------------- | ------------ | ---------- | ---- |
|       | ماریا آمالیا از ناپل و سیسیل | فردیناند یکم از دو سیسیل | ۲۶ آوریل ۱۷۸۲ | ۲۵ نوامبر ۱۸۰۹ | ۹ اوت ۱۸۳۰ عروج شوهر | تاج گذاری نشده است | ۲۴ فوریه ۱۸۴۸ کناره‌گیری شوهر | ۲۴ مارس ۱۸۶۶ | لوئی فیلیپ |      |

## دودمان بناپارت
| تصویر | نام              | پدر                                           | تولد      | ازدواج         | ملکه شدن       | تاج گذاری          | دیگر ملکه نیست              | مرگ           | همسر        | نشان |
| ----- | ---------------- | --------------------------------------------- | --------- | -------------- | -------------- | ------------------ | --------------------------- | ------------- | ----------- | ---- |
|       | اوژنی دو مونتیژو | سیپریانو د پالافوکس و پورتوکاررو، کنت مونتیژو | ۵ مه ۱۸۲۶ | ۳۰ ژانویه ۱۸۵۳ | ۳۰ ژانویه ۱۸۵۳ | تاج گذاری نشده است | ۴ سپتامبر ۱۸۷۰ برکناری شوهر | ۱۱ ژوئیه ۱۹۲۰ | ناپلئون سوم |      |